# Naso annulatus
Naso annulatus – gatunek morskich ryb okoniokształtnych z rodziny pokolcowatych (Acanthuridae).

## Występowanie
Okolice raf koralowych, od Morza Czerwonego i wyspę Madagaskar na Oceanie Indyjskim po zach. Ocean Spokojny (Australia, Japonia).
Dorasta do 1m długości.